# SAKI (歌手)
SAKI（サキ、1988年10月18日 - ）は、日本の女性歌手である。ガールズ・メタルバンド「Cyntia」のヴォーカル担当。高知県出身、血液型A型、身長164cm。

## 来歴
高校卒業後より舞台活動を開始。
2011年、メタルバンドを結成を目指していたYUIとKANOKOがボーカルを探していることを聞き、オーディションに参加。一度オーディションに落選するも、再度オーディションに応募しメンバーとなった。同年秋にガールズ・メタルバンド「Cyntia」を結成。2013年3月にアルバム『Lady Made』で、Cyntiaとしてメジャーデビュー。
2012年10月7日、プロ野球オリックス・バファローズの大阪ドーム公式戦最終戦で国歌斉唱を担当。
2017年12月26日、Cyntiaが無期限活動休止に入ることを発表。
2019年2月11日、初のソロワンマンライブ『これより我ら、修羅に入る!!』を六本木・morph-tokyoにて開催。4月から9月にかけて、Aldiousの全国ワンマンツアー「Aldious Tour 2019 “Evoke”」にゲスト・ヴォーカリストとして参加した。
2020年4月16日、新型コロナウイルス感染症の影響により、同年5月9日に行われる予定であったワンマンライブ『SAKI“The One LIVE”2020』の東京・表参道GROUND公演の開催中止と5月17日に行われる予定であった大阪・LIVE SQUARE 2nd LINE公演を9月6日へ延期することを公式HPで発表。
2020年4月22日、公式ファンクラブ『さきおきち。』を開設。
2020年5月20日、初のソロアルバム『The One』をリリース。
2020年7月22日、初となる無観客配信ライブを開催。バックバンドには、小林信一（ギター）、田川靖彦（ギター）、寺沢リョータ（ベース）、今井義頼（ドラム）が参加。
2020年8月26日、同年9月6日へ延期となっていたワンマンライブ『SAKI “The One LIVE” 2020』の大阪・LIVE SQUARE 2nd LINE公演の開催中止を公式HPにて発表。
2021年2月17日、3月4日に開催されるYOUNG GUITARと文化放送が主催する配信ライヴ企画『Shred RACERS ONLINE "F3"』の一環として、SAKI（ボーカル、Cyntia）、SAKI（ギター、Mary's Blood）、Yuki（ベース、D_Drive）、星野沙織（ヴァイオリン）による水樹奈々「WILD EYES」のカバー動画をイベントの公式YouTubeチャンネルに公開。3月4日、配信ライヴ企画『Shred RACERS ONLINE "F3"』に出演。イベントではMary's BloodのSAKIと共演し、Cyntia「閃光ストリングス」、Mary's BloodのEYEとのツインボーカルでMAKE-UP「ペガサス幻想」を歌唱した。
2023年10月28日、AldiousとTEARS OF TRAGEDYの結成15周年イベントに、Rosana:miho（元LOVEBITES）、Aruto（元Aldious）と共にスペシャル・オープニング・ゲストとして出演。

## 人物
Cyntia時代のキャッチフレーズは「〜絶対音感を持つ、生粋のアイドル系メタル〜」。バンド内では楽曲の作詞も手がけていた。
中学時代は椎名林檎の楽曲を好んで聴いていた。

## 作品

### ソロ

#### 映像作品
| 枚  | 発売日         | タイトル                                           | 規格 | 品番      | 備考                                |
| --- | -------------- | -------------------------------------------------- | ---- | --------- | ----------------------------------- |
| 1st | 2020年12月16日 | “The One LIVE” 2020 Live from SHIBUYA CLUB QUATTRO | DVD  | SAKI-0003 | VAAオフィシャルストア限定リリース。 |

#### 作詞提供
- アイオケ - Catch The Dream[19]

## ライブ

### ソロ

#### ワンマンライブ
| 開催日   | 公演名                                                           | 場所                     | 備考               |        |        |
| 2019年   | 2019年                                                           | 2019年                   | 2019年             | 2019年 | 2019年 |
| -------- | ---------------------------------------------------------------- | ------------------------ | ------------------ | ------ | ------ |
| 2月11日  | これより我ら、修羅に入る!!                                       | 東京・六本木 morph-tokyo |                    |        |        |
| 11月16日 | SAKI “New Era LIVE” 2019                                         | 東京・代官山UNIT         |                    |        |        |
| 12月8日  | SAKI “New Era LIVE” 2019 & 大山まき “Prologue” Special 2man Live | 大阪・梅田 BANANA HALL   |                    |        |        |
| 2020年   |                                                                  |                          |                    |        |        |
| 7月22日  | SAKI "The One LIVE" 2020 Live from SHIBUYA QATTRO                | 東京・渋谷 CLUB QUATTRO  | 無観客配信ライブ。 |        |        |

#### イベント・フェス
| 3月4日 | YOUNG GUITAR×文化放送 presents 『Shred RACERS ONLINE F3』 -Live show with Japanese Technical Guitar Players– |  | 有料配信ライブ。SAKIはゲストボーカリストとして参加。 |

## 出演

### テレビ番組
- 女の子宣言! アゲぽよTV（MBS、2012年 - 2015年）
- THEカラオケ★バトル「歌の異種格闘技戦 ルーキーズカップ」（テレビ東京、2017年7月26日）[22]

### テレビアニメ
- 不機嫌なモノノケ庵 第9話（AT-X、2016年） - 依頼人 役

### OVA
- 暁のヨナ（コミックス限定版第1巻に収録、2015年） - キジャの母 役